# Luisburgo
Luisburgo är en kommun i Brasilien.   Den ligger i delstaten Minas Gerais, i den sydöstra delen av landet, 800 km sydost om huvudstaden Brasília. Antalet invånare är 6 236.
Omgivningarna runt Luisburgo är huvudsakligen savann. Runt Luisburgo är det ganska glesbefolkat, med 47 invånare per kvadratkilometer.